# Marius Onofraș
Daniel Marius Onofraș, né le 17 août 1980, est un footballeur roumain. Il joue au poste d'attaquant avec l'équipe roumaine du FC Urziceni.

## Biographie
Marius Onofraș commence en équipe professionnel très tôt à l'âge de 18 ans dans le club de sa ville natale du FC Politehnica Iași, il joue deux saisons en deuxième division roumaine et cumule 46 matchs et 6 buts.
Il est transféré en 2000, dans un club de première division roumaine le FC Brașov, où il reste quatre saisons et étant titulaire au sein de l'attaque du club, il découvre la Coupe d'UEFA en jouant un match contre les arméniens de Mika Ashtarak.
En 2004, il retourne dans son club de toujours le FC Politehnica Iași qui joue dorénavant au plus haut niveau de l'échelon roumain, il y reste trois ans et demi avant de partir au mercato d'hiver en 2007 dans le club du FC Urziceni.
Il joue lors de la saison 2008-09 la Coupe d'UEFA mais se fait éliminer au premier tour contre les Allemands de Hambourg SV. La même année il devient champion de Roumanie avec son club.
Il participe donc à la Ligue des Champions où il dispute son premier match le 16 septembre 2009 contre les espagnols du FC Séville (0-2), il marque lors de la quatrième journée de la phase de groupes un but important en fin de match contre les Glasgow Rangers (1-1).

## Palmarès
- FC Urziceni
  - Championnat de Roumanie
    - Vainqueur : 2009.

## Carrière
| Saison      | Club                | Pays    | Championnat        | Coupes nationales | Coupe d'Europe                   | Sélection Roumanie |
| ----------- | ------------------- | ------- | ------------------ | ----------------- | -------------------------------- | ------------------ |
| 1998-1999   | FC Politehnica Iași | Liga II | 15 matchs / 1 but  | -                 | -                                | -                  |
| 1999-2000   | FC Politehnica Iași | Liga II | 31 matchs / 6 buts | -                 | -                                | -                  |
| 2000-2001   | FC Brașov           | Liga I  | 8 matchs           | -                 | -                                | -                  |
| 2001-2002   | FC Brașov           | Liga I  | 26 matchs / 3 buts | -                 | 1 match (C3)                     | -                  |
| 2002-2003   | FC Brașov           | Liga I  | 27 matchs / 2 buts | -                 | -                                | -                  |
| 2003-2004   | FC Brașov           | Liga I  | 25 matchs / 1 but  | -                 | -                                | -                  |
| 2004-2005   | FC Politehnica Iași | Liga I  | 20 matchs / 2 buts | -                 | -                                | -                  |
| 2005-2006   | FC Politehnica Iași | Liga I  | 28 matchs / 1 but  | -                 | -                                | -                  |
| 2006 - 2007 | FC Politehnica Iași | Liga I  | 18 matchs / 5 buts | -                 | -                                | -                  |
| 2006 - 2007 | FC Unirea Urziceni  | Liga I  | 12 matchs / 1 but  | -                 | -                                | -                  |
| 2007-2008   | FC Unirea Urziceni  | Liga I  | 30 matchs / 6 buts | -                 | -                                | -                  |
| 2008-2009   | FC Unirea Urziceni  | Liga I  | 21 matchs / 8 buts | 1 match           | 2 matchs (C3)                    | -                  |
| 2009-2010   | FC Unirea Urziceni  | Liga I  | 10 matchs / 4 buts | 2 matchs          | 4 + 1 matchs / 1 + 0 but (C1+C3) | -                  |

Dernière mise à jour le 19 février 2010